# Sabon-Guida
Sabon-Guida è un comune rurale del Niger facente parte del dipartimento di Madaoua nella regione di Tahoua.